# Shine (Joni Mitchell-album)
 For alternative betydninger, se Shine (flertydig). (Se også artikler, som begynder med Shine)
Shine er det nittende studiealbum med Joni Mitchell (hendes 25. i alt) udgivet i 2007. Det var sangerens første album med nye sange siden Taming the Tiger i 1998. Mitchell havde egentlig offentliggjort sin tilbagetrækning fra musikken en del år forinden, men skrev så en kontrakt med Hear Music om at udgive to nye album, hvoraf Shine er det første.
Albummet solgte den første uge efter udgivelsen 40.000 eksemplarer, hvilket bragte den direkte ind som nummer 14 på Billboard Hot 100-listen, den bedste placering et Mitchell-album havde opnået siden Hejira i 1976.

## Baggrund
I 2002 havde Joni Mitchell bekendtgjort, at hun ville stoppe med at lave musik. At hun havde genoptaget musikken, kom første gang til offentlighedens kendskab i forbindelse med et interview til The Ottowa Citizen, hvor hun afslørede, at hun var ved at indspille de første nye sange i næsten et årti, men derudover kom der ikke rigtig flere oplysninger. Fire måneder senere gav hun et interview til The New York Times, hvor hun fortalte mere, heriblandt at albummet var inspireret af Irak-krigen samt en kommentar fra hendes dattersøn til et familieskænderi: "Dårlige drømme er gode – i det store billede." Oprindeligt skulle albummet have heddet Strange Birds of Appetite eller If, men det kom altså til sidst til at hedde Shine.
En af grundene til, at Joni Mitchell var stoppet med musikken, var, at hun havde problemer med stemmen. De mange års pause samt gode behandlere havde genskabt en del af hendes stemmekraft, hvilket var med til at gøre albummet muligt.

## Præsentation
Albummet blev lanceret med en koncert akkompagneret af en danseforestilling med Alberta Ballet Company. Hele forestillingen blev filmet, og baggrunden for danserne var en række fotografier taget af Joni Mitchell af billeder på et tv-apparat; fotografierne var senere farveinverteret, så de gav grønne og hvide billeder. Hele forestilling vist for et publikum i New York 25. september 2007, og Mitchells fotografier blev samtidig udstillet på et galleri i nærheden.

## Numre
Sangene er skrevet af Joni Mitchell med mindre andet er angivet.
| Nr. | Titel                    | Længde | Andet                                                                  |
| --- | ------------------------ | ------ | ---------------------------------------------------------------------- |
| 1   | "One Week Last Summer"   | 4:59   | Instrumentalnummer, vandt en Grammy for bedste instrumentale popnummer |
| 2   | "This Place"             | 3:54   |                                                                        |
| 3   | "If I Had a Heart"       | 4:04   |                                                                        |
| 4   | "Hana"                   | 4:43   |                                                                        |
| 5   | "Bad Dreams"             | 4:41   | Sangens titel refererer til en udtalelse fra Mitchells dattersøn       |
| 6   | "Big Yellow Taxi (2007)" | 2:47   | Ny udgave af sangen fra Ladies of the Canyon (1970)                    |
| 7   | "Night of the Iguana"    | 4:38   | Baseret på Tennessee Williams' skuespil af samme navn                  |
| 8   | "Strong and Wrong"       | 4:04   |                                                                        |
| 9   | "Shine"                  | 7:29   |                                                                        |
| 10  | "If"                     | 5:32   | Baseret på Rudyard Kiplings digt af samme navn                         |

## Musikere
På albummet spiller Mitchell guitar, klaver og keyboards ud over at synge. Sammen med hende optræder Larry Klein på bas, Greg Leisz på pedal-steelguitar, Brian Blade på trommer og Bob Sheppard på saxofon.
På "Hana" spiller Paulinho Da Costa percussion, på "Shine" kan man høre James Taylor på akustisk guitar, og på "If" spiller Herbie Hancock klaver.

## Cover
På albummets forside ser man et still-billede fra den filmede lanceringsforestilling. I baggrunden ser man en blålig klode eller et andet himmellegeme, og foran ser man dansere, der tilsyneladende hylder kloden. Albummets titel er skrevet, så det ser ud til, at en af danserne holder ordet mellem sine hænder.